# 伯棼
伯棼（？—前605年），芈姓，鬬氏，名椒，字子越，一字伯棼，又稱鬬越椒，為春秋時期楚國人。精於射箭。

## 生平
鬬氏族人，為鬬子良之子。楚莊王九年（前605年）被任命為令尹。有人在楚王面前說越椒的壞話，越椒擔心有禍就發動叛亂，對楚莊王發起進攻。楚莊王以三王之子為人質以求平息叛亂仍不行。同年七月，楚莊王率軍與越椒的軍隊在皋滸（今湖北省南漳縣西）大戰，越椒射出一箭，飛過楚王的戰車，穿過鼓架，釘在銅鉦上。又一箭，飛過戰車，穿透車蓋。士兵們都害怕，向後退卻。楚莊王大喊：「當年先君（楚文王）平定息國時得到三支強矢，越椒偷了兩支，已經射完了。」於是擂響戰鼓，對越椒軍發動反攻，平定了叛亂。其子苗賁皇，後效力晉國。

## 艺术形象
《东周列国志》增加了越椒和晋军、郑军作战、帮助弑父篡位的楚穆王杀掉商公鬬宜申、大夫仲归、楚穆王的弟弟王子职，以及最终与楚军小将养由基比试箭法被后者射杀的情节，事实上养由基为楚军效力时，越椒之乱早已平息了。